# Bertha Brouwer
Bertha »Puck« Brouwer-van Duyne, nizozemska atletinja, * 29. oktober 1930, Leidschendam, Nizozemska, † 6. oktober 2006, Oostvoorne, Nizozemska.
Nastopila je na poletnih olimpijskih igrah leta 1952, kjer je osvojila srebrno medaljo v teku na 200 m, šesto mesto v štafeti 4x100 m, v teku na 100 m se je uvrstila v polfinale. Na evropskih prvenstvih je osvojila srebrni medalji v štafeti 4x100 m leta 1950 in teku na 100 m leta 1954.